# Kaffāz-e Soflá
Kaffāz-e Soflá (persiska: کفّاز سفلی, Kafāz, Kafās) är en ort i Iran.   Den ligger i provinsen Khorasan, i den östra delen av landet, 900 km öster om huvudstaden Teheran. Kaffāz-e Soflá ligger 1 492 meter över havet och antalet invånare är 235.
Terrängen runt Kaffāz-e Soflá är kuperad, och sluttar norrut. Runt Kaffāz-e Soflá är det glesbefolkat, med 12 invånare per kvadratkilometer. Närmaste större samhälle är Mākhūnīk, 10,6 km söder om Kaffāz-e Soflá. Trakten runt Kaffāz-e Soflá är ofruktbar med lite eller ingen växtlighet.